# 涅博里夫卡
50°22′21″N 28°12′56″E / 50.37250°N 28.21556°E
涅博里夫卡（烏克蘭語：Неборівка）是烏克蘭北部的村莊，隸屬日托米爾州的日托米爾區。該村面積0.86平方公里，海拔高度237米，2001年人口123，人口密度每平方公里143.02人。